# Villadolo
Villadolo (in sloveno Dol pri Hrastovljah) è un insediamento di 107 abitanti del comune sloveno di Capodistria, situato nell'Istria settentrionale.
Fu chiamata anche Villa di Dolo, Villaduol o anche Villa Diol dal Tommasini. Da Cristoglie una stradina asfaltata, dopo una cappelletta vigilata da un cipresso, dirigendo verso sud-est, conduce a Villadolo a quota 186 m. Dopo il sottopassaggio della ferrovia si trovano poche case antiche, qualcuna in fase di ristrutturazione, completamente circondate dalla curva a 180° che la ferrovia descrive discendendo dall'altipiano verso Capodistria.
Villadolo si trova nel solco vallivo del Risano ed è, come Villa Decani e Villa Manzini, una eccezione agli insediamenti alto medioevali posti tutti sulle alture. Infatti il suo nome ibrido è formato dal veneto Villa che sta per paese e dolo che deriva dallo sloveno dol che significa giù, in basso. A Villadolo c'è solo una piccola chiesetta dedicata a S. Giovanni Battista posta su un terrapieno contenuto da un muraglione con quattro cipressi ed a cui si accede attraverso sei gradini in pietra; sul portale c'è la data del 1851. Il campanile è crollato, ed al suo posto, è stata costruita una brutta struttura in cemento armato su due colonne a sostegno della campana. Il Naldini la descrive come "una villa piccola ma unita, scarsa di fuochi ma copiosa d'affetto".
Villadolo dipendeva dalla Pieve di Còvedo. Nel 1423 passò nelle mani di Variento di Tarsia per investitura del vescovo di Capodistria. Proseguendo sulla stradina a fianco della chiesa si trova uno sterrato; a 100 m s'incontra un bivio, la strada deviando a sinistra conduce a Sanigrado.